# ويكي ترافيل
ويكي ترافيل (بالإنجليزية: Wikitravel)‏ هو مشروع موقع ويكي لبناء دليل سفر حر ومتكامل، تم إطلاقه في يوليو 2003، والموقع يعتمد على تقنية الويكي ويقع تحت رخصة المشاع المبدع.

## الجوائز
فاز الموقع في مايو 2007 بجائزة ويبي كأحسن موقع سفر، واختارته مجلة تايم ضمن أحسن 50 موقع في عام 2008.

## وصلات خارجية
- الصفحة الرئيسية لويكي ترافيل